# Channel 9 MCOT HD
Channel 9 MCOT HD (ช่อง 9 เอ็มคอตเอชดี) è il primo canale televisivo della Thailandia, posseduto da MCOT Public Company Limited e diretto da Tevin Vongvanich. Partito ufficialmente nel 1955 come Thai Television Channel 4, negli anni cambia nome più volte diventando Thai Color Television Channel 9, Thai Color Television Channel 9 M.C.O.T. e Modernine TV, fino al 2015 dove ottiene il nome attuale.

## Programmazione

### Serie televisive
- Love Sick: The Series - Rak wun wai run saep
- The School - Rong rian puan - Kuan nak rian saep
- Rak + krian nakrian 4 phak - Part of Love
- Make It Right: The Series - Rak ok doen (solo prima stagione)
- Lon: The Series
- War of High School - Songkhram hai sakhun
- Part Time: The Series - Wai kla fan
- My Bromance - Phichai: The Series
- I Am Your King: The Series